# Galactopogon fumipennis
Galactopogon fumipennis är en tvåvingeart som beskrevs av Emile Janssens 1961. Galactopogon fumipennis ingår i släktet Galactopogon och familjen rovflugor. Inga underarter finns listade i Catalogue of Life.